# هنریک روزا
هنریک روزا (انگلیسی: Henrique Rosa؛ ۱۸ ژانویهٔ ۱۹۴۶ – ۱۵ مهٔ ۲۰۱۳) یک سیاست‌مدار اهل گینه بیسائو بود. 